# Macrothemis declivata
Macrothemis declivata is een libellensoort uit de familie van de korenbouten (Libellulidae), onderorde echte libellen (Anisoptera).
De wetenschappelijke naam Macrothemis declivata is voor het eerst geldig gepubliceerd in 1909 door Calvert.